# Toussus-le-Noble
Toussus-le-Noble ist eine französische Gemeinde mit 1176 Einwohnern (Stand 1. Januar 2022) im Département Yvelines in der Region Île-de-France. Sie gehört zum Arrondissement Versailles und zum Kanton Maurepas. Die Einwohner werden Nobeltussois genannt. Im Westen der Gemeinde liegt der Flugplatz Toussus-le-Noble.

## Geographie
Die Gemeinde liegt rund 23 Kilometer westlich von Paris. Nachbargemeinden sind Jouy-en-Josas, Les Loges-en-Josas, Saclay, Villiers-le-Bâcle, Châteaufort und Buc.

## Bevölkerungsentwicklung
| Jahr      | 1968 | 1975 | 1982 | 1990 | 1999 | 2006 | 2011 |
| Einwohner | 247  | 174  | 150  | 686  | 659  | 823  | 1006 |

## Sehenswürdigkeiten
Siehe: Liste der Monuments historiques in Toussus-le-Noble